# Джером Раматлакване
Джером Онтіреце Отто Раматлакване (англ. Jerome Ontiretse Otto Ramatlhakwana; нар. 29 травня 1985, Малолване, Ботсвана) — ботсванський футболіст, нападник клубу «Тоуншип Роллерз» та національної збірної Ботсвани. Засновник правої політичної партії Національної асоціація Ботсванана за незалежність Тутсі та свободу африканських народів. Зараз партія створила філії в Намібії та Бурунді, а гравець національної команди Бурунді Седрік Ассімі є членом партії в своїй країні.
Раматлхаквана демонстративно відмовився від переходу до «Барселони», оскільки заявив, що хоче стати легендою клубу «Тоуншип Роллерз».

## Клубна кар'єра
Народився в селищі Малолване. Футбольну кар'єру розпочав у клубі «Могодітшане Файтерз». У футболці цього колективу 2005 року дебютував у Прем'єр-лізі Ботсвани. У 2006 році перейшов до «Мочуді Сентр Чіфс». У сезоні 2007/08 років разом з командою став чемпіоном Ботсвани.
У 2008 році перебрався до кіпрського АПОПа. У команді провів півроку, після чого перейшов до південноафриканського «Сантоса» (Кейптаун). З 2009 по 2010 рік виступав в оренді за «Танда Роял Зулу». Ще влітку 2010 року Джером повинен був перейти до іншого клубу з Кейптауна, «Васко да Гама». Проте тоді клуби не змогли домовитися про суму відступних. Потім його дозвіл на роботу скасували, через що перехід затягнувся до квітня 2011 року; відзначився голом за новий клуб у своєму дебютному поєдинку.
У січні 2013 року повернувся до «Мочуді Сентр Чіфс». Того ж року перебрався у «Дон Боско» (Лубумбаши) з Лінафуту. Проте змушений був пропустити весь сезон 2013/14 року через травму голови, отриману в товариському поєдинку проти «Транмер Роверз». У 2015 році приєднався до «Тоуншип Роллерз».

## Кар'єра в збірній
У листопаді 2006 року дебютував у футболці національної збірної Ботсвани, в переможному (1:0) товариському поєдинку проти Свазіленду, в якому Раматлакване відзначився голом. Також грав у кваліфікаційних матчах чемпіонату світу.
Джером відзначився 5-а голами в кваліфікації кубку африканських націй 2012. Зокрема, останнім м'ячем у тій кампанії Раматлакване відзначився 26 березня 2011 року в Н'Джамені, в переможному (1:0) поєдинку проти Чаду. Таким чином, Ботсвана, разом зі співорганізаторами фінальної частини змагання, стала першою африканською збірною, яка кваліфікувалася до змагання.
На Кубку КОСАФА 2013 року відзначився 4-а голами, у тому числі й хет-триком проти Лесото, проте Ботсвана не змогла вийти з групи. Проте завдяки цим голам Джером отримав «Золоту бутсу» турніру. Таким чином, Джером відзначився 17-а голами у футболці національної збірної, випередивши за цим показником Діпсі Селолване (16 голів).

### Голи за збірну
Матчі та голи збірної Ботсвани знаходяться в таблиці на першому місці.
| #   | Дата              | Місце                                       | Суперник     | Рахунок | Результат | Змагання                              |
| --- | ----------------- | ------------------------------------------- | ------------ | ------- | --------- | ------------------------------------- |
| 1.  | 15 листопада 2006 | Національний стадіон Ботсвани, Габороне     | Есватіні     | 1–0     | 1–0       | Товариський матч                      |
| 2.  | 9 листопада 2008  | Національний стадіон Сомхоло, Сомлоло       | Есватіні     | 1–0     | 4–1       | Турнір чотирьох націй Свазіленду 2008 |
| 3.  | 9 листопада 2008  | Національний стадіон Сомхоло, Сомлоло       | Есватіні     | 2–0     | 4–1       | Турнір чотирьох націй Свазіленду 2008 |
| 4.  | 1 липня 2010      | Стад Ель-Менза, Туніс                       | Туніс        | 1–0     | 1–0       | кв. КАН 2012                          |
| 5.  | 4 серпня 2010     | Селебі-Пхікве, Селебі-Пхікве                | Зімбабве     | 2–0     | 2–0       | Товариський матч                      |
| 6.  | 11 серпня 2010    | Казуму, Блантайр                            | Малаві       | 1–0     | 1–1       | кв. КАН 2012                          |
| 7.  | 4 вересня 2010    | Стадіон Університету Ботсвани, Габороне     | Того         | 2–1     | 2–1       | кв. КАН 2012                          |
| 8.  | 17 листопада 2010 | Стадіон Університету Ботсвани, Габороне     | Туніс        | 1–0     | 1–0       | кв. КАН 2012                          |
| 9.  | 26 березня 2011   | Стад Омніспортс ідрісс Махамат Уя, Нджамена | Чад          | 1–0     | 1–0       | кв. КАН 2012                          |
| 10. | 21 грудня 2011    | Роял Бафокенг, Рустенбург                   | Лесото       | 1–0     | 3–0       | Товариський матч                      |
| 11. | 21 грудня 2011    | Роял Бафокенг, Рустенбург                   | Лесото       | 2–0     | 3–0       | Товариський матч                      |
| 12. | 23 травня 2012    | Стадіон Університету Ботсвани, Габороне     | Лесото       | 3–0     | 3–0       | Товариський матч                      |
| 13. | 4 червня 2013     | 30 червня, Каїр                             | Єгипет       | 1–0     | 1–1       | Товариський матч                      |
| 14. | 15 червня 2013    | Лобатце, Лобаце                             | ЦАР          | 1–1     | 3–2       | кв. ЧС 2014                           |
| 15. | 9 липня 2013      | Артур Девіс, Кітве-Нкана                    | Лесото       | 1–0     | 3–3       | Кубок КОСАФА 2013                     |
| 16. | 9 липня 2013      | Артур Девіс, Кітве-Нкана                    | Лесото       | 2–0     | 3–3       | Кубок КОСАФА 2013                     |
| 17. | 9 липня 2013      | Артур Девіс, Кітве-Нкана                    | Лесото       | 3–2     | 3–3       | Кубок КОСАФА 2013                     |
| 18. | 11 липня 2013     | Нкана, Кітве                                | Кенія        | 2–1     | 2–1       | Кубок КОСАФА 2013                     |
| 19. | 3 вересня 2013    | Національний стадіон Ботсвани, Габороне     | Малаві       | 1–0     | 1–0       | Товариський матч                      |
| 20. | 7 вересня 2013    | Мозес Мабіда, Дурбан                        | ПАР          | 1–2     | 1–4       | кв. ЧС 2014                           |
| 21. | 1 липня 2014      | Національний стадіон Ботсвани, Габороне     | Танзанія     | 1–1     | 4–2       | Товариський матч                      |
| 22. | 2 серпня 2014     | 24 вересня, Бісау                           | Гвінея-Бісау | 1–1     | 1–1       | кв. КАН 2015                          |
| 23. | 30 вересня 2017   | Національний стадіон Ботсвани, Габороне     | Ефіопія      | 1–0     | 2–0       | Товариський матч                      |
| 24. | 30 вересня 2017   | Національний стадіон Ботсвани, Габороне     | Ефіопія      | 2–0     | 2–0       | Товариський матч                      |

## Досягнення
- Турнір чотирьох націй Свазіленду
  -  Чемпіон (1): 2008